# Glottiphyllum difforme
Glottiphyllum difforme és una espècie de planta suculenta que pertany a la família de les aïzoàcies (Aizoaceae).

## Descripció
Glottiphyllum difforme és una suculenta perennifòlia que fa uns 15 cm, produeix una gran massa de fulles verdes, suculentes i comparativament primes. Les fulles sovint tenen protuberàncies característiques a la superfície superior prop de les puntes. Poden estar postrats, on formen una catifa o, de tant en tant, erectes, alternant de mida. Les seves flors són grogues i amb molts pètals. Conserva les càpsules de llavors durant més d'una temporada, a diferència d'altres espècies de Glottiphyllum que les deixen caure abans d'hora.

## Distribució i hàbitat
Glottiphyllum difforme creix a les províncies sud-africanes del Cap Oriental i Septentrional.
En el seu hàbitat creix en condicions àrides semblants al Karoo, a ple sol o a l'ombra sota els arbustos de l'interior del Gran Karoo i el Petit Karoo, entre els 450 i els 1300 m.

## Taxonomia
Glottiphyllum difforme va ser descrita per N.E.Br..
Etimologia
Glottiphyllum: nom genèric que prové del grec "γλωττίς" (glotis = llengua) i "φύλλον" (phyllos =fulla).
difforme: epítet llati que significa "diferent, desigual".
Sinonímia
- Mesembryanthemum difforme L. (1753)
- Glottiphyllum semicylindricum (Haw.) N.E.Br.
- Glottiphyllum subditum N.E.Br.[2][5]